# Jesse Davis

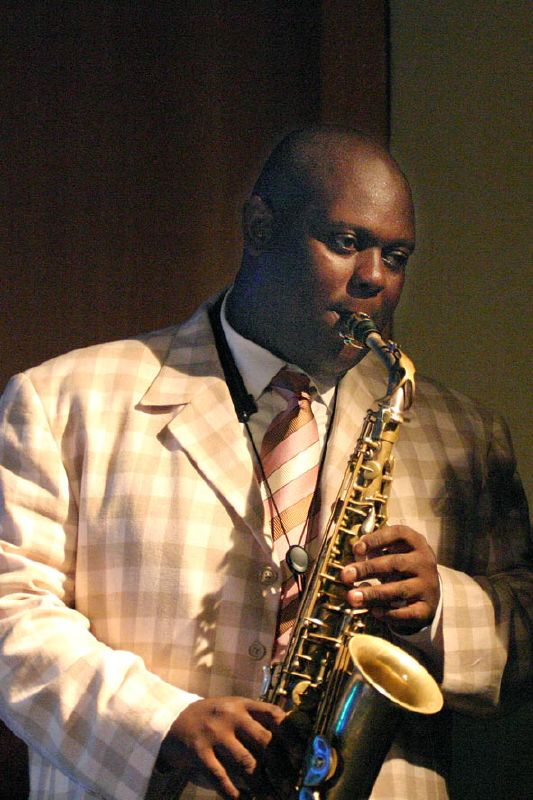
Jesse Davis

Jesse Davis (* 9. November 1965) ist ein US-amerikanischer Jazz-Altsaxophonist.

## Leben und Wirken
Jesse Davis wuchs in New Orleans auf und begann seine Musikerkarriere als Student in Ellis Marsalis’ New Orleans Center for Creative Arts. Er studierte dann ab 1982 an der Northeastern Illinois University; daneben spielte er mit Von Freeman und Redd Holt. Nach Fortsetzung seines Studiums am William Patterson College (u. a. bei Rufus Reid) und der Graduierung arbeitete er als Berufsmusiker und spielte in den Bands von Illinois Jacquet, Ray Brown, Roy Hargrove (Family, 1995), Milt Jackson (Burning in the Woodhouse, 1994), Nicholas Payton, Akira Tana, Cedar Walton (Firm Roots).

Davis nahm seit Anfang der 1990er Jahre unter eigenem Namen eine Reihe von Alben für das Label Concord Jazz auf mit Musikern wie Jacky Terrasson, Mulgrew Miller, Rufus Reid, Lewis Nash, Ron Carter, Jimmy Cobb und Hank Jones. Anfang der 2000er Jahre spielte Davis außerdem in den Bands von Terell Stafford und Jim Rotondi (The Pleasure Dome). Er arbeitete außerdem mit Jack McDuff, Illinois Jacquet und John Marshall, 2019 mit Charles  Tolliver (Connect). Nach Ansicht von Richard Cook und Brian Morton ist Davis’ Hardbop-Stil stark von Cannonball Adderley und Phil Woods beeinflusst.

## Preise und Auszeichnungen
1989 wurde Davis mit dem „Most Outstanding Musician Award“ durch das Magazin Down Beat ausgezeichnet.

## Diskographische Hinweise
- Horn of Pasion (Concord, 1991) mit Mulgrew Miller
- As We Speak (Concord, 1992) mit Jacky Terrasson, Robert Trowers
- High Standards (Concord, 1994) mit Nicholas Payton, Dado Moroni, Peter Washington
- From Within (Concord, 1996) mit N. Payton, Hank Jones, Ron Carter, Lewis Nash
- The Set-Up (All Tribe, 2002) mit Peter Bernstein, Ray Drummond
- Live at Smalls Jazz Club (Cellar Music, 2023), mit Spike Wilner, Peter Washington, Joe Farnsworth